# Le Val-Larrey
Le Val-Larrey ist eine französische Gemeinde mit 272 Einwohnern (Stand 1. Januar 2022) im Département Côte-d’Or in der Region Bourgogne-Franche-Comté. Sie gehört zum Kanton Semur-en-Auxois und zum Arrondissement Montbard.
Sie entstand mit Wirkung vom 1. Januar 2019 als Commune nouvelle durch Zusammenlegung der ehemaligen Gemeinden Flée und Bierre-lès-Semur, die in der neuen Gemeinde den Status einer Commune déléguée besitzen. Der Verwaltungssitz befindet sich im Ort Flée.

## Gliederung
| Ortsteil               | ehemaliger INSEE-Code | Fläche (km²) | Einwohnerzahl zum 1. Januar 2022 |
| ---------------------- | --------------------- | ------------ | -------------------------------- |
| Flée (Verwaltungssitz) | 21272                 | 11,74        | 167                              |
| Bierre-lès-Semur       | 21073                 | 08,28        | 0105                             |

## Lage
Nachbargemeinden sind Courcelles-lès-Semur im Norden, Semur-en-Auxois und Pont-et-Massène im Nordosten, Montigny-sur-Armançon im Osten, Brianny im Südosten, Roilly und Précy-sous-Thil im Süden, Aisy-sous-Thil im Südwesten und Montigny-Saint-Barthélemy im Westen.
|                           | Courcelles-lès-Semur    | Semur-en-Auxois, Pont-et-Massène |  |
| Montigny-Saint-Barthélemy |                         | Montigny-sur-Armançon            |  |
| Aisy-sous-Thil            | Roilly, Précy-sous-Thil | Brianny                          |  |

## Verkehr
Das Gemeindegebiet wird durch die Autoroute A 6 (mit Abfahrt Semur-en-Auxois) durchschnitten.